# Brassed Off – Mit Pauken und Trompeten
Brassed Off – Mit Pauken und Trompeten (Originaltitel: Brassed Off) ist eine britische Tragikomödie aus dem Jahr 1996. Regie führte Mark Herman, der auch das Drehbuch schrieb.

## Handlung
Am Anfang der 1990er Jahre wird die junge Gloria in ihre Heimatstadt in Nordengland geschickt, wo sie für die Konzernleitung die Wirtschaftlichkeit einer Kohlenzeche untersuchen soll. Sie beginnt, bei der hauseigenen Bergmanns-Brass Band mitzuspielen, die vom älteren, aber kämpferischen Danny geleitet wird. Gloria verheimlicht vor den Bandmitgliedern, dass sie für die Konzernleitung arbeitet. Die Frau beginnt sogar eine Liebesbeziehung mit dem jungen Andy. Als die Zeche doch geschlossen werden soll, sehen die Mitglieder der Band keinen Sinn mehr in ihrer Freizeitbeschäftigung.
Gloria und Danny erneuern das Selbstbewusstsein der Bergarbeiter und trainieren die Kapelle, um an einem Wettbewerb in der Londoner Royal Albert Hall teilzunehmen. Dann aber bricht Danny wegen der Folgen seiner Staublunge zusammen und wird in ein Krankenhaus eingeliefert, wonach sein hoch verschuldeter Sohn Phil einen Selbstmordversuch unternimmt. Die Kapelle macht trotzdem weiter, fährt nach London und gewinnt überraschend den Wettbewerb. Danny verweigert die Entgegennahme des Preises und kritisiert in einer Rede die Wirtschaftspolitik der Regierung.

## Hintergrund
Der Film zeigt die Lage in den durch Stellenabbau bedrohten britischen Bergbaustädten in der Mitte der 1990er Jahre. Wegen der kurz nach der Premiere erfolgten britischen Unterhauswahlen 1997 hat man ihm in dieser Zeit eine starke politische Komponente nachgesagt. Er spielte in den Kinos der USA ca. 2,56 Millionen US-Dollar ein, in den britischen Kinos wurden ca. 2,82 Millionen Pfund Sterling eingespielt. In Deutschland zählte man ca. 37.000 Kinozuschauer.
Im Verlauf des Films werden des Öfteren Musiksequenzen eingespielt, meist während im Film die fiktive Brass-Band „Grimley Colliery“ probt oder ein Konzert gibt. Die Aufnahmen stammen von der „Grimethorpe Colliery Band“, von der einige Mitglieder auch in der Film-Band selbst zu sehen sind. Gespielt werden unter anderem:
- Land of Hope and Glory aus den Pomp and Circumstance Marches op. 39 von Edward Elgar
- Florentiner Marsch von Julius Fučík
- Concierto de Aranjuez von Joaquín Rodrigo
- Jerusalem von Hubert Parry
- Irish Tune from County Derry, ein Satz des Volksliedes A Londonderry Air bzw. Danny Boy von Percy Grainger (Die Brass-Band spielt diese Melodie vor dem Fenster des Krankenhauszimmers, in dem Danny liegt.)
- The Floral Dance von Katie Moss
- Colonel Bogey March von Kenneth J. Alford
- Ouvertüre zur Oper Wilhelm Tell von Gioacchino Rossini

Das Drehbuch wurde von Paul Allen 1998 zu einer Bühnenfassung umgearbeitet. Die Uraufführung fand in Sheffield statt. Es existiert auch eine deutschsprachige Version des Stückes.

## Kritiken
James Berardinelli schrieb auf ReelViews, der Jobverlust sei traumatisierend, aber er sei nichts verglichen mit dem Verlust der Identität, den der Film zeige. Der Film sei ein traditioneller „Wohlfühl-Film“ („feel-good motion picture“) mit Elementen der Sozialkritik; er hätte strenger sein können. Die beste Darstellung gebe Pete Postlethwaite, dessen Danny „ergreifend“ und „stolz“ sei. Die von den aufkommenden Stars Ewan McGregor und Tara Fitzgerald gespielten Charaktere seien weder besonders notwendig noch wirkungsvoll. Die gezeigte Liebesgeschichte könne jedoch breites Publikum erreichen.
Das Lexikon des internationalen Films schrieb, der „parteiische, engagierte“ Film sei „zwischen leiser Komödie und Drama angesiedelt“. Er stelle „die Würde des Menschen ins Zentrum seiner Handlung“ und betone „die Macht solidarischen Handelns“. Er sei „großartig gespielt und einfühlsam fotografiert“. Der Film nehme „die Traditionen des sozial engagierten englischen Kinos auf“ und erweitere sie.
Die Zeitschrift Cinema schrieb, „der bittere Ausgang eines Films“ würde selten „so triumphal“ inszeniert. Die „großartige Szene“ am Ende vermische „Verzweiflung, Ausweglosigkeit und Hoffnung“; sie mache spürbar, „worin menschliche Würde besteht: nicht aufzugeben, selbst wenn es allen Grund dafür zu geben scheint“.
Prisma urteilte, „Mark Hermans tragikomisches Sozial-Drama ist eine bewegende Hommage an die Solidarität und das raue, aber herzliche Arbeitermilieu. Hier wird nicht nur der Sinn und die Funktion von Dorfkapellen gepriesen, sondern gleichzeitig eine einfühlsame und packende Realsatire erzählt.“
Der slowenische Philosoph Slavoj Žižek schrieb in seinem Buch Die gnadenlose Liebe:
„Mark Hermans Brassed Off. Da geht es um das Verhältnis zwischen dem ‚realen‘ politischen Kampf – der Kampf der Bergleute gegen die drohende Schließung der Grube – und dem idealisierten symbolischen Ausdruck von Gemeinschaft durch die Blaskapelle der Bergleute. Zunächst erscheint den Bergleuten die ‚Nur-die-Musik-zählt!‘-Haltung ihres alten und kranken Dirigenten wie ein vergebliches, fetischistisches Beharren auf der leeren, ihrer sozialen Substanz beraubten symbolischen Form. Als jedoch der Kampf verloren ist, verwandelt sich ihr Beharren darauf, weiterzuspielen und an einem nationalen Wettbewerb teilzunehmen, in eine symbolische Geste des Widerstandes, in einen angemessenen Akt, den politischen Kampf fortzusetzen. Oder wie es einer von ihnen formuliert: ‚Wenn es keine Hoffnung mehr gibt, bleiben einem nur die Prinzipien.‘“

## Auszeichnungen
Mark Herman hat zahlreiche internationale Preise erhalten, unter anderem den Grand Prix des Paris Film Festivals, den Emden Film Award und den Peter Sellers Award for Comedy (im Jahr 1997) sowie den César und den Deutschen Filmpreis (beide im Jahr 1998). Er wurde 1997 für den BAFTA Award nominiert.
Ewan McGregor gewann 1997 den London Critics Circle Film Award. Steve Abbott (gemeinsam mit Mark Herman) und Trevor Jones wurden 1997 für den BAFTA Award nominiert.
1998 erhielt er den Prix Lumières für den besten ausländischen Film.
Das British Film Institute wählte Brassed Off im Jahr 1999 auf Platz 85 der besten britischen Filme aller Zeiten.

## Trivia
Der Song "Vom 3er" der deutschen Band …But Alive beginnt mit einem Sample aus dem Film.

## Sekundärliteratur
Jürgen Heizmann: Mit Pauken und Trompeten/Brassed Off. In: Jürgen Heizmann (Hrsg.): Heimatfilm international. Stuttgart 2016, ISBN 978-3-15-019396-9, S. 123–129.